# Dieudonné Closset
Dieudonné Joseph Closset (Verviers, 23 januari 1819 - 25 augustus 1866) was een Belgisch volksvertegenwoordiger.

## Levensloop
Closset was de zoon van de handelaar Nicolas Closset en van Marie-Barbe Keurghens. Hij was getrouwd met Clara Renier.
Eerst was hij notarisklerk. Van 1854 tot 1865 was hij notaris in Dison. In 1865 werd hij notaris in Verviers, maar een jaar later overleed hij. Closset was ook letterkundige.
Hij was gemeenteraadslid van Verviers (1846-1847 en 1852-1854). Van 1846 tot 1852 was hij Luiks provincieraadslid en bestendig afgevaardigde.
In 1852 werd hij liberaal volksvertegenwoordiger voor het arrondissement Verviers en vervulde het mandaat tot in 1856.
Hij was lid van een vrijmetselaarsloge.